# Nature Reviews Neurology
Nature Reviews Neurology (до 2009 года носил название Nature Clinical Practice Neurology) — научный журнал, издаваемый Nature Publishing Group с 2005 года.
В 2012 году журнал обладал импакт-фактором 15,518.

## О журнале
Журнал публикует обзорные статьи, посвящённые исследованиям в области неврологии. Основные направления исследований, представленные в журнале, включают в себя:
- Старение и слабоумие
- Получение изображений головного мозга
- Эпилепсия
- Генетика
- Головные боли
- Инфекционные заболевания
- Травмы, их лечение и восстановление
- Двигательные расстройства
- Дефекты нервной трубки
- Нейродегенеративные заболевания
- Нейроиммунология и воспаления нервной системы
- Нейрометаболические расстройства
- Нервно-мышечные болезни
- Нейроонкология
- Нервно-психические расстройства
- Нейрохирургия
- Здравоохранение
- Вопросы этики
- Боль
- Периферийная невропатия
- Сенсорная система
- Сон
- Губчатая энцефалопатия
- Инсульт
- Заболевания белого вещества